# Waldburg (Austria)
Waldburg – miejscowość i gmina w Austrii, w kraju związkowym Górna Austria, w powiecie Freistadt. Liczy 1 368 mieszkańców.

## Współpraca
Miejscowość partnerska:
- Waldburg, Niemcy